# AP3M1
AP3M1‏ (Adaptor related protein complex 3 subunit mu 1) هوَ بروتين يُشَفر بواسطة جين AP3M1 في الإنسان.